# Laarchos
Laarchos (altgriechisch Λάαρχος Láarchos; bei Herodot: Λέαρχος Léarchos) war ein Sohn des Battos II., König von Kyrene im 6. Jahrhundert v. Chr.
Laarchos kämpfte zusammen mit ungenannten weiteren Brüdern gegen seinen Bruder Arkesilaos II. um die Nachfolge ihres Vaters. Laarchos gründete das etwa 100 km westlich gelegene Barke und stachelte gleichzeitig die libyschen Stämme zum Aufstand gegen Kyrene an. Er ermordete Arkesilaos um 555/550 v. Chr. nach dessen Niederlage bei Leukon in Libyen und wurde wahrscheinlich beim Versuch, dessen Nachfolge anzutreten, auf Befehl von dessen Gattin Eryxo ermordet.